# Salif Sanou
Salif Sanou (ur. 8 listopada 1967) – burkiński piłkarz występujący na pozycji napastnika.

## Kariera klubowa
W swojej karierze Sanou występował między innymi w burkińskim zespole Racing Bobo-Dioulasso. W 1996 roku zdobył z nim mistrzostwo Burkiny Faso.

## Kariera reprezentacyjna
W reprezentacji Burkiny Faso wystąpił jeden raz, w 1995 roku. W 1996 roku został powołany do kadry na Puchar Narodów Afryki. Nie zagrał jednak na nim w żadnym meczu, a Burkina Faso odpadło z turnieju po fazie grupowej.